# Limnephilus apache
Limnephilus apache är en nattsländeart som beskrevs av Oliver S. Flint Jr. 1965. Limnephilus apache ingår i släktet Limnephilus och familjen husmasknattsländor. Inga underarter finns listade i Catalogue of Life.